# Revenge (groupe canadien)
Pour les articles homonymes, voir Revenge.
Revenge est un groupe canadien de death metal, originaire d'Edmonton, en Alberta. Il est formé en 2000 par James Read à la suite de l'effondrement de son groupe précédent, Conqueror. En 2023, le groupe compte six albums studio.

## Histoire
À la suite de la disparition du groupe de war metal canadien Conqueror, James Read forme Revenge en 2000 à Edmonton, en Alberta, avec l'aide de vétérans de la scène Ryan Förster (de Conqueror, Blasphemy et Domini Inferi) et Vermin (de Sacramentary Abolishment et Axis of Advance). En utilisant les musiciens de session Attacker et Dehumanizer, le groupe enregistre l'EP Attack.Blood.Revenge. L'EP, qui contient une reprise de War de Bathory, sort chez Dark Horizon Records en 2001 ; il est réédité par la suite en 2015. Toujours en 2001, Read rejoint le groupe français Arkhon Infaustus pour une tournée européenne, tout en participant à une session de batterie pour ses compatriotes canadiens Axis of Advance.
En juin 2002, Revenge est rejoint par Pete Helmkamp, de Order from Chaos et Angelcorpse, à la basse et aux chœurs. Le groupe signe sur le label français Osmose Productions, qui sort le premier album de Revenge, Triumph.Genocide.Antichrist, en 2003. Revenge contribue également au titre Deathless Will sur un single split 7 pouces avec Arkhon Infaustus, également sorti chez Osmose. Deux autres albums — Victory.Intolerance.Mastery, et Infiltration.Downfall.Death,, — sortent chez Osmose, en 2004 et 2008 respectivement, dans la même veine que les précédents albums de Revenge et Conqueror. En 2011, Helmkamp quitte le groupe et est remplacé par le membre de session Haasiophis (Timothy Grieco, qui joue également dans Antediluvian et Black Death Cult).
En janvier 2015, Revenge joue avec Mayhem et Watain dans le cadre de la tournée Black Metal Warfare aux États-Unis. En février 2020, ils annoncent un nouvel album. Strike.Smother.Dehumanize sort en juin 2020.

## Style musical
Le style black metal chaotique de Revenge représente une continuation directe de la direction du groupe précédent de Read. Bien que parfois qualifié de war metal, le groupe ne s'est jamais qualifié de war metal et s'est toujours appelé black metal, black metal chaotique ou black death metal. Les paroles du groupe explorent, entre autres, divers thèmes militants tels que l'antithéisme, l'anti-humanité, l'auto-ascension, l'effondrement et la reconstruction de l'humanité.

## Discographie

### Albums studio
- 2003 : Triumph.Genocide.Antichrist (Osmose)
- 2004 : Victory.Intolerance.Mastery (Osmose)
- 2008 : Infiltration.Downfall.Death (Osmose)
- 2012 : Scum.Collapse.Eradication (Nuclear War Now!, réédité par Osmose en 2012)
- 2015 : Behold.Total.Rejection (Season of Mist)
- 2020 : Strike.Smother.Dehumanize (Season of Mist)

### EP
- 2001 : Attack.Blood.Revenge (Dark Horizon)
- 2002 : Superion.Command.Destroy (War Hammer)
- 2003 : Split 7-inch avec Arkhon Infaustus (Osmose)
- 2012 : Retaliation.Doom.Eradication (Nuclear War Now!)
- 2015 : Split 7-inch avec Black Witchery (Nuclear War Now!)
- 2018 : Deceiver.Diseased.Miasmic (Season of Mist)